# Homar european
Homarul european (Homarus gammarus), cunoscut și sub denumirea de Homarul european comun, Homarul mediteranean sau Homarul roșu, are corpul acoperit cu țepi orientați înainte, care îl ajută să se protejeze împotrivă atacatorilor. Este cel mai des întâlnit în partea de est a Oceanului Atlantic, din sudul Norvegiei până în Maroc, cât și în Marea Mediterană. Preferă să stea pe coastele răcoroase, expuse, sub zonă de flux. Este o creatură nocturnă care se ascunde în crăpăturile stâncilor sau în peșteri pe timpul zilei. Se hrănește în special cu viermi mici, crabi sau animale moarte.